# Potamothrissa
Potamothrissa là một chi cá bao gồm các loài cá trích trong họ Clupeidae chúng là loài bản địa của châu Phi. Hiện hành có 03 loài đã được ghi nhận trong chi này.

## Các loài
- Potamothrissa acutirostris (Boulenger, 1899) (Sharpnosed sawtooth pellonuline)
- Potamothrissa obtusirostris (Boulenger, 1909) (Bluntnosed sawtooth pellonuline)
- Potamothrissa whiteheadi Poll, 1974 (Whitehead's sawtooth pellonuline)